# Nesaea erecta
Nesaea erecta là một loài thực vật có hoa trong họ Lythraceae. Loài này được Guill. & Perr. mô tả khoa học đầu tiên năm 1833.